# Josef Franěk (sochař)
 Josef Franěk (4. října 1898 Březí u Týna nad Vltavou, 16. června 1967 Praha  byl český sochař - figuralista.

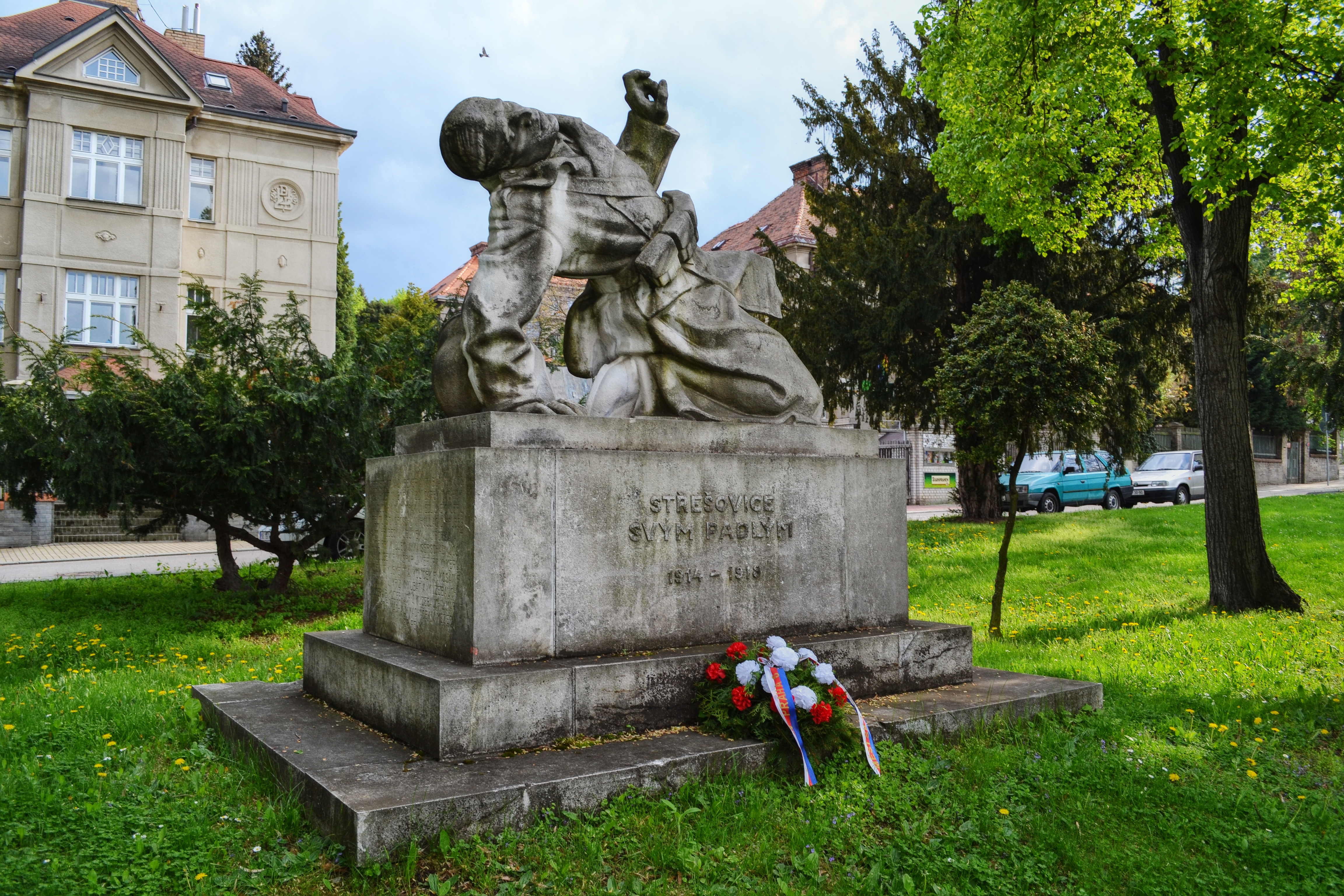
Pomník Střešovice svým padlým

## Život
V letech 1914-1919 studoval sochařství na střední uměleckoprůmyslové škole v Praze, zprvu v ateliéru Stanislava Suchardy. Po té v letech 1925-1931 vystudoval údajně sochařství na Akademii výtvarných umění v Praze, v seznamu absolventů však není uveden. Účastnil se spolkového života umělců a výstav do roku 1940, například III. Zlínského salónu v roce 1938 nebo výstavy Národ svým výtvarným umělcům v Praze v roce 1939. Za druhé světové války narukoval a sloužil mj. pod velením Ludvíka Svobody na Ukrajině, kde se uplatnil také jako scénograf českého divadla a kreslíř.

## Dílo
- Střešovice svým padlým 1914-1918, pomník vojákům padlým na bojištích první světové války, (1929); je vytesán z chorvatského vápence, na bocích soklu jsou abecedně řazená jména vojáků; sokl navrhl arch. Alois Dryák. Pomník stojí v parku na křižovatce Macharova náměstí a Cukrovarnické ulice v ose centra Ořechovka, v Praze 6 - Střešovicích. Je Frankovým stěžejním dílem a zároveň jediným uváděným monumentem.[5].